# Estonia en los Juegos Olímpicos de Lillehammer 1994
Estonia estuvo representada en los Juegos Olímpicos de Lillehammer 1994 por un total de 26 deportistas que compitieron en 6 deportes.  
El portador de la bandera en la ceremonia de apertura fue el saltador en esquí Allar Levandi. El equipo olímpico estonio no obtuvo ninguna medalla en estos Juegos.